# Demokratiska Socialistpartiet
Demokratiska Socialistpartiet var ett tidigare politiskt parti i Bosnien-Hercegovina, bildat av utbrytare från Republika Srpskas socialistparti.
År 2001 gick man samman med Partiet för Oberoende socialdemokrater och bildade Alliansen av Oberoende socialdemokrater.